# AZS Politechnika Poznań

Logo von KS Pocztowiec

Der AZS Politechnika Poznań (bis 2012: KS Pocztowiec Poznań) ist ein Sportverein unter dem Dach des Akademischen Sportbundes (AZS) des Polytechnikums  aus der polnischen Stadt Posen. Er wurde 1932 von Postbeschäftigten gegründet und ist bis heute der Club der Postler. Das Vereinsstadion wurde 1938 errichtet, zu dieser Zeit hatte der Verein Abteilungen in allen wichtigen Sportarten und errang nationale Titel beim Sportschießen und Bogenschießen. Zwischen 1948 und 1950 gingen fünf polnische Meisterschaften an Kanuten von Pocztowiec. Geräteturner des Clubs nahmen an den Olympischen Spielen 1988 in Seoul teil. Im Segeln gewannen Vereinsmitglieder in verschiedenen Bootsklassen nationale Titel und wurden 1998 Vizeweltmeister. Inzwischen sind die Hockey- und Schach-Abteilung die erfolgreichsten Sparten des Vereins. Weitere Abteilungen bestehen im Tennis, Tischtennis, Segeln und im Motorbootsport. Pocztowiec organisiert des Weiteren Sportwettbewerbe für Post- und Telekommitarbeiter.
Am 22. März 2012 beschloss die Hauptversammlung des Vereins Pocztowiec aufzulösen und sich dem AZS Politechnika Poznań anzuschließen.

## Hockey
| Europapokalbilanz Herren Feld |                       |        |       |             |
| Jahr                          | Wettbewerb            | Niveau | Platz | Ort         |
| 1992                          | Club Champions Trophy | 2      | 3     | Prag        |
| 1994                          | Cup Winners Trophy    | 2      | 1     | Posen       |
| 1996                          | Cup Winners Trophy    | 2      | 1     | Gibraltar   |
| 1997                          | Club Champions Cup    | 1      | 5     | Wassenaar   |
| 1998                          | Cup Winners Cup       | 1      | 4     | Den Bosch   |
| 1999                          | Cup Winners Cup       | 1      | 3     | Amsterdam   |
| 2000                          | Club Champions Cup    | 1      | 5     | Cannock     |
| 2001                          | Cup Winners Cup       | 1      | 4     | Den Bosch   |
| 2002                          | Cup Winners Cup       | 1      | 4     | Eindhoven   |
| 2003                          | Cup Winners Cup       | 1      | 4     | Terrassa    |
| 2004                          | Cup Winners Cup       | 1      | 5     | Eindhoven   |
| 2005                          | Club Champions Trophy | 2      | 1     | Brest       |
| 2006                          | Club Champions Cup    | 1      | 4     | Cannock     |
| 2007                          | Club Champions Cup    | 1      | 7     | Bloemendaal |
| 2008                          | Euro Hockey League    | 1      | 12,5  | Terrassa    |
| 2009                          | Euro Hockey League    | 1      | 20,5  | Amsterdam   |
| 2013                          | Club Trophy           | 2      | 1     | Wien        |
| 2014                          | Euro Hockey League    | 1      | 20,5  | Lille       |

Die Geschichte der Hockeyabteilung geht zurück ins Jahr 1975, als Pocztowiec die Hockeyabteilung des WKS Grunwald Poznań übernahm. Und obwohl Grunwald einige Jahre später Hockey wieder aufnahm, wurde auch bei Pocztowiec weiter Hockey gespielt. Seitdem hat der Verein zahlreiche Meisterschaften auf dem Feld und in der Halle gewonnen. Seit 1992 nimmt das in dunkelblauen Hemden und Hosen spielende Pocztowiec auch an Europapokalwettbewerben teil und errang zwei Hallen-Europacup-Titel 2003 und 2007. Des Weiteren stellt der Verein den Kern der polnischen Nationalmannschaft mit Teilnahmen an Olympischen Spielen. Seit 1999 besteht auch ein Damenteam, das 2006 sowohl in der Halle als auch auf dem Feld polnischer Meister wurde.
Erfolge
Feld
- EuroHockey Cup Winners Cup: Dritter 1999

- EuroHockey Club Champions Trophy: 2005

- EuroHockey Club Trophy: 2013

- EuroHockey Cup Winners Trophy: 1994, 1996

- Polnischer Feldhockey-Meister: 2007, 2006, 2005, 2004, 1998, 1995, 1991, 1988, 1983, 1982, 1981, 1979

Halle
- Polnischer Hallenmeister: 2010, 2009, 2008, 2007, 2006, 2005, 2004, 2002, 2000, 1999, 1998, 1997, 1996, 1995, 1994, 1981

EuroHockey Club Champions Cup (Herren, Halle):
- Sieger: 2007, 2003
- Zweiter: 2008, 2006, 2005, 2001
- Dritter: 1998, 1995